# Kichisaburō Nomura
Kichisaburō Nomura (野村 吉三郎?, Nomura Kichisaburō; Wakayama, 16 dicembre 1877 – 8 maggio 1964) è stato un ammiraglio e politico giapponese.

## Biografia
Prestò servizio nella marina imperiale giapponese durante la guerra russo-giapponese del 1904-1905 e durante prima guerra mondiale ed era ambasciatore presso gli Stati Uniti durante l'attacco giapponese a Pearl Harbor.

### Carriera navale
Si laureò nel ventiseiesimo corso dell'accademia navale imperiale giapponese in seconda posizione su 57 cadetti. Come sottufficiale fu imbarcato sulla corvetta Hiei e sulla nave da guerra Yashima. Partì per un viaggio per gli Stati Uniti come membro dell'equipaggio della nave da guerra Mikasa nel 1901-1902. Come luogotenente prestò servizio su numerose navi, include la corvetta Maya, sulla Kongo e sull'incrociatore Tokiwa. Durante la guerra russo-giapponese del 1905 era imbarcato sull'incrociatore Takachiho. La prima nave che comandò fu l'incrociatore Yakumo. Solamente un mese dopo partiva per la Francia come membro della delegazione per la conferenza che avrebbe portato al trattato di Versailles. Al termine delle trattative partì per Washington per partecipare alla conferenza navale di Washington del 1921-1922.
Si ritirò dal servizio attivo nel 1937.

### Carriera politica e diplomatica
Dopo essersi congedato dalla marina, fu preside della Gakushuin Peer fra il 1937 ed il 1939; nel 1939 divenne ministro degli esteri (1939-1940).
Il 27 novembre 1940 venne inviato come ambasciatore presso gli Stati Uniti d'America al posto di Kensuke Horinouchi. Lui e l'inviato Saburō Kurusu stavano trattando con il segretario di stato Cordell Hull quando Pearl Harbor fu attaccata il 7 dicembre 1941; dopo la guerra Nomura negò di essere stato a conoscenza dell'attacco durante le trattative, non avendo tempestivamente decodificato il messaggio che lo invitava a sospendere le trattative. Il 20 agosto 1942 Nomura tornò in Giappone. Continuò a lavorare come consigliere del governo durante la guerra, ed entrò nel Consiglio Privato nel maggio del 1945.